# Okniny Wielkie
Okniny Wielkie (d. Okniny Duże) – wieś na Ukrainie w rejonie krzemienieckim należącym do obwodu tarnopolskiego.
Do 2020 w rejonie zbaraskim.